# William Petty-Fitzmaurice (comte de Kerry)
Pour les articles homonymes, voir William Petty (homonymie) et FitzMaurice.
William Thomas Petty-FitzMaurice, comte de Kerry (30 mars 1811 - 21 août 1836), titré comte de Wycombe entre 1811 et 1818, est un homme politique britannique whig.

## Biographie
Il est né à Lansdowne House, à Londres, fils aîné de Henry Petty-FitzMaurice (3e marquis de Lansdowne), et de Louisa Emma, fille de Henry Fox-Strangways (2e comte d'Ilchester).
Il est élu au Parlement pour Calne en 1832, poste qu'il occupe jusqu'à sa mort prématurée quatre ans plus tard,.

## Famille
Lord Kerry épouse Augusta Lavinia Priscilla, fille de John Ponsonby (4e comte de Bessborough), en 1834. Ils ont une fille, Mary, qui épouse Percy Egerton Herbert. Lord Kerry est décédé à Lansdowne House, Londres, en août 1836, à l'âge de 25 ans. Son frère cadet, Henry Petty-Fitzmaurice (4e marquis de Lansdowne) le remplace comme héritier du titre de marquis. Lady Kerry s'est remariée plus tard et est décédée en novembre 1904, à l'âge de 90 ans.